# 弗里斯奥伊特
弗里斯奥伊特（德語：Friesoythe，發音：[friːˈzɔʏtə] ⓘ 或 [friːsˈʔɔʏtə]）是德国下萨克森州克洛彭堡县的城市，面积247.49平方千米，2023年12月31日人口为23,234人。